# Splitterskyddad EnhetsPlattform
A Splitterskyddad EnhetsPlattform (rövidítve SEP, magyarul Szabványos Golyóálló Platform) egy svéd gyártmányú moduláris páncélozott jármű, melyet a BAE Systems AB fejlesztett ki. A jármű dízel-elektromos hibridhajtású. Kódneve „Thor”. Az első járműveket 2000-ben (lánctalpas) és 2003-ban (kerekes) vették. A járműre a svéd védelmi beszerzési hivatal adta ki a pályázatot. Később Svédország úgy döntött, hogy inkább a finn gyártmányú Patria AMV páncélozott járműveket vásárolja meg. 2009 júliusáig egyetlen ország sem rendszeresítette a SEP-et.

## Fejlesztés
A tervezést 1994-ben kezdték. Az eredeti svéd megrendelés 1600 darab járműről szólt. A jármű szolgálatba léptetését 2014-re tervezték.
2008 februárjában a Svéd Fegyveres Erők leállíttatta a programot. Okként a nemzetközi együttműködő partner hiányát nevezték meg, emiatt Svédországnak egyedül kellett végeznie a fejlesztést.
2009-ben a BAE bejelentette, hogy a Kongsberg Devotek kifejlesztené a sebességváltót a járműhöz.

## Fordítás
Ez a szócikk részben vagy egészben  a   Splitterskyddad EnhetsPlattform című angol Wikipédia-szócikk ezen változatának fordításán alapul.  Az eredeti cikk szerkesztőit annak laptörténete sorolja fel. Ez a jelzés csupán a megfogalmazás eredetét és a szerzői jogokat jelzi, nem szolgál a cikkben szereplő információk forrásmegjelöléseként.